# دق فينو (سياهو)
دق فینو (بالفارسية: دق فینو) هي قرية تقع في إيران في قسم سياهو الريفي. يقدر عدد سكانها بـ 337 نسمة بحسب إحصاء 2016.